# پارک ملی گوادلوپ
پارک ملی گوادلوپ (به فرانسوی: Parc national de la Guadeloupe) یک منطقهٔ مسکونی در فرانسه است که در گوادلوپ واقع شده‌است.